# ۸۲ (پیش از میلاد)
۸۲ (پیش از میلاد) ۸۲مین سال قبل از تقویم میلادی است.

## زادگان
به دنیا آمدن سورنا سپهبد ایرانی اشکانی